# Eszter Hargittai

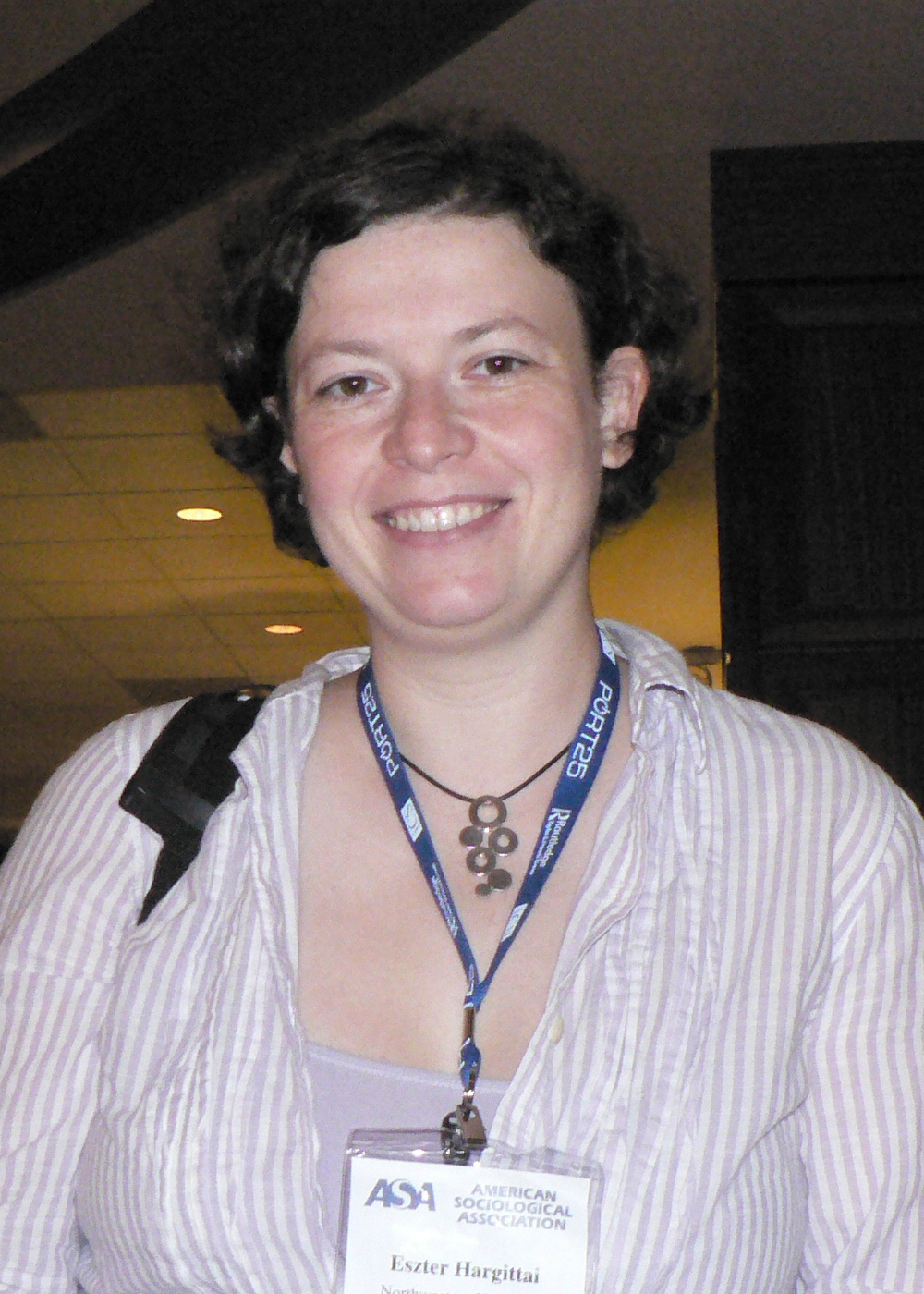
Eszter Hargittai (2008)

Eszter Hargittai (* 15. Dezember 1973) ist eine ungarisch-US-amerikanische Soziologin und Medienwissenschaftlerin.

## Leben
Eszter Hargittai, Tochter des Chemikers und Wissenschaftshistorikers István Hargittai und der Chemikerin Magdolna Hargittai, ist in Budapest aufgewachsen. Sie studierte Soziologie am Smith College, wo sie 1996 den Bachelor of Arts erlangte, und an der Princeton University, wo sie 2000 mit dem Master of Arts abschloss. Ebenfalls in Princeton wurde sie 2003 mit einer mediensoziologischen Arbeit zur Ph.D. promoviert. Ab 2003 war sie Assistant Professor, ab 2008 Associate Professor und seit 2013 ist sie Professor an der Northwestern University in Evanston, Illinois. Zum 1. August 2016 wurde Eszter Hargittai in Nachfolge von Heinz Bonfadelli als Professorin für Publizistikwissenschaft an die Universität Zürich berufen.
Hargittais Forschungsschwerpunkt sind die sozialen und politischen Implikationen der Informationstechnologie, wobei sie sich besonders interessiert für die Frage, wie Informationstechnologie die soziale Ungleichheit beeinflusst.